# Clytie lapidea
Clytie lapidea là một loài bướm đêm trong họ Erebidae.